# Municipio de Elmwood (Illinois)
El municipio de Elmwood (en inglés: Elmwood Township) es un municipio ubicado en el condado de Peoria en el estado estadounidense de Illinois. En el año 2010 tenía una población de 2598 habitantes y una densidad poblacional de 27,45 personas por km².

## Geografía
El municipio de Elmwood se encuentra ubicado en las coordenadas 40°45′49″N 89°56′12″O / 40.76361, -89.93667. Según la Oficina del Censo de los Estados Unidos, el municipio tiene una superficie total de 94.66 km², de la cual 93.5 km² corresponden a tierra firme y (1.23%) 1.17 km² es agua.

## Demografía
Según el censo de 2010, había 2598 personas residiendo en el municipio de Elmwood. La densidad de población era de 27,45 hab./km². De los 2598 habitantes, el municipio de Elmwood estaba compuesto por el 97.92% blancos, el 0.46% eran afroamericanos, el 0.04% eran amerindios, el 0.46% eran asiáticos, el 0.12% eran isleños del Pacífico, el 0.15% eran de otras razas y el 0.85% pertenecían a dos o más razas. Del total de la población el 1.5% eran hispanos o latinos de cualquier raza.